# No puede ser (banda sonora)
No puede ser es la banda sonora de la serie de televisión No puede ser, lanzado el 25 de julio de 2011. En Hispanoamérica. Las canciones fueron estrenándose aleatoriamente semanas antes del estreno de la serie. A partir de su lanzamiento, el álbum logró alcanzar la segunda posición en la lista de Venezuela. Además alcanzó el puesto cincuenta en el Mexican Album Charts.

## Antecedentes

### Producción
El álbum fue grabado durante el rodaje de la primera temporada de la serie de televisión. El primer single fue «No puede ser», el 25 de julio de 2011 con su vídeo oficial, y posteriormente se publicaron otros sencillos del álbumes.

### Lanzamiento
Publicado en Latinoamérica el 25 de julio de 2011, en Italia el 26 de septiembre de 2011 con el estrenó de la serie, dos más que el original por el relanzamiento de las canciones «No puede ser» y «Quizás» en italiano.

## Lista de canciones

### Edición para América Latina
| La edición latinoamericana contiene 6 canciones. | |                                                       |          |  |
| N.º                                              | Título | Escritor(es)                                          | Duración |  |
| 1.                                               | «No puede ser» (Sheryl Rubio) | María Beatriz Padrón, Vladimir Pérez, Daniel Espinoza | 1:50     |  |
| 2.                                               | «Te olvidaste de mi» (Sheryl Rubio y Hendrick Bages)                                                                                | Sheryl Rubio, Vladimir Pérez, Daniel Espinoza         | 4:12     |  |
| 3.                                               | «Bello como un ángel» (Sheryl Rubio, Rosmeri Marval, Rosangélica Piscitelli, María Corina Smith, Samantha Méndez y Natalia Moretti) | Vladimir Pérez, Daniel Espinoza                       | 3:20     |  |
| 4.                                               | «Pequeños Detalles» (Sheryl Rubio)                                                                                                  | María Beatriz Padrón, Vladimir Pérez, Daniel Espinoza | 2:40     |  |
| 5.                                               | «Quizás» (Sheryl Rubio) | María Beatriz Padrón, Vladimir Pérez, Daniel Espinoza | 2:41     |  |
| 6.                                               | «El Centro Comercial» (Rosmeri Marval)                                                                                              | Vladimir Pérez, Daniel Espinoza                       | 3:20     |  |

### Edición para Italia
| La edición publicada en Italia contiene, con respecto a la versión en español, cuatro pistas más que son: | |                                                       |          |  |
| N.º | Título | Escritor(es)                                          | Duración |  |
| 15. | «Non può essere!» (Monica Vulcano)                                                                                           | María Beatriz Padrón, Vladimir Pérez, Daniel Espinoza | 1:50     |  |
| 16. | «Chissà» (Monica Vulcano) | Vladimir Pérez, Daniel Espinoza                       | 1:41     |  |
| 17. | «Bello come il sole» (Monica Vulcano, Laura Latini, Roberta De Roberto, Eleonora Reti, Elena Perino y Ughetta D'Onorascenzo) | Vladimir Pérez, Daniel Espinoza                       | 3:20     |  |
| 18. | «Tu che eri la mia vita» (Sheryl Rubio y Fabrizio De Flaviis)                                                                | Vladimir Pérez, Daniel Espinoza                       | 4:12     |  |
| 19. | «Al centro commerciale» (Laura Latini)                                                                                       | Vladimir Pérez, Daniel Espinoza                       | 1:38     |  |

## Posicionamiento en listas

### Semanales
| País   | Lista                | Mejor posición |
| 2010   | 2010                 | 2010           |
| ------ | -------------------- | -------------- |
| México | Mexican Album Charts | 50             |